# 6N23P

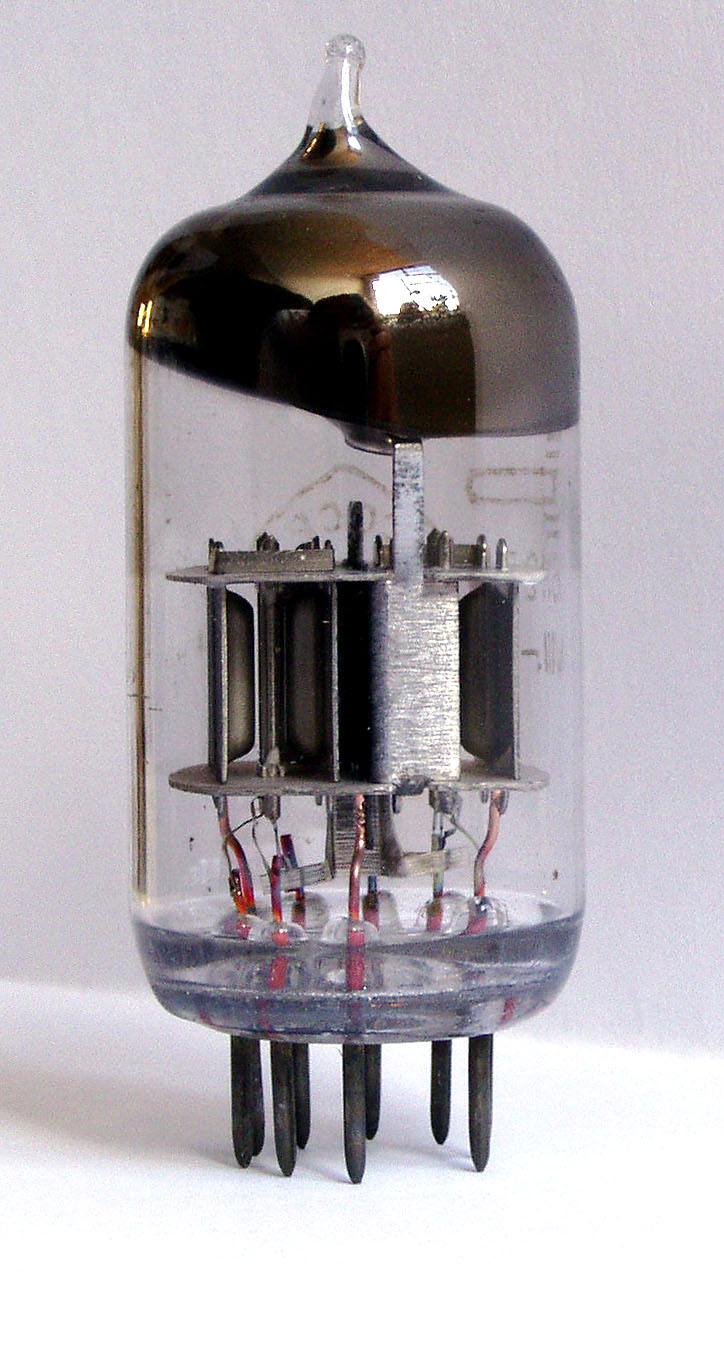
Die Spanngitter-Doppeltriode 6N23P von Voskhod; durch die offene Bauweise der typischen Anodenbleche ist in der linken Triode ein Holm des Spanngitters deutlich sichtbar.

Die 6N23P (kyrillisch 6H23П) ist eine bekannte russische Miniatur-Doppeltriode in Spanngitterbauweise mit Noval-Sockel.
Durch die Spanngittertechnik mit ihren  besonders günstigen elektrischen Eigenschaften wurde die Röhre vorwiegend in extrem rauscharmen Hochfrequenz-Breitbandverstärkern (UHF-Tuner, Messverstärker für Oszilloskope) verwendet, hat sich aber mittlerweile aufgrund ihrer hervorragenden Audio-Eigenschaften auch als Vorverstärker- und Phasenumkehrröhre in hochwertigen High-End Röhrenverstärkern durchgesetzt.